# Chiesa di San Gaudenzio (Ivrea)
La chiesa di San Gaudenzio ad Ivrea, è un edificio di età tardo barocca piemontese

## Storia
L’innalzamento dell’edificio sacro fu possibile solo in seguito allo smantellamento, avvenuto nel 1705, della fortificazione, chiamata Castelletto, preesistente nel sito posto alla destra della Dora Baltea, oltre l’abitato del Borghetto. La chiesa venne edificata tra il 1716 ed il 1724 per iniziativa del prevosto della cattedrale Don Lorenzo Pinchia  e suo cugino, il priore Giovanni Antonio Pinchia, grazie anche a generose offerte pubbliche. Il fervore popolare che sostenne l'iniziativa testimoniava la devozione del popolo eporediese per la figura di San Gaudenzio, santo del IV secolo che fu vescovo di Novara ai tempi della prima cristianizzazione del Piemonte, e che la tradizione vuole nativo proprio di Ivrea. Nel 1734, nella zona posteriore fu aggiunta la sacrestia con il coro superiore, mentre nel 1742 venne elevato il raffinato campanile, caratterizzato da quattro balconcini panoramici che un tempo si aprivano su ampi orizzonti.
Il progetto della chiesa rimane ignoto, però, per spiegare la finezza delle forme tardo barocche si è ipotizzato l'intervento giovanile dell'architetto Bernardo Antonio Vittone, il quale, considerata la giovane età, potrebbe avere dato il suo contributo nella fase terminale della progettazione del complesso devozionale, nella creazione della sacrestia e del campanile. Tale progetto, tuttavia, viene oggi uniformemente attribuito all'ingegnere piemontese Luigi Andrea Guibert, attivo ad Ivrea tra il 1714 ed il 1719.
La chiesetta, al tempo della sua costruzione, sorgeva su una piccola altura posta fuori dell'abitato della città. Su tale altura salì per molti anni la processione che aveva luogo il giorno della festa del Santo titolare del tempio. Oggi la chiesa è quasi soffocata dalle abitazioni civili che la circondano, ed è raramente aperta al pubblico.

## Descrizione
La facciata è suddivisa su tre piani ed è ornata da lesene, da nicchie con motivo di conchiglia e da cornici a linee curve che sottolineano, pur nelle ridotte dimensioni, la spazialità dell'edificio. Sul timpano della facciata compare lo stemma della città di Ivrea. Infatti la chiesa è di giurisdizione comunale.
Anche l'interno è tipicamente barocco, con eleganti giochi prospettici e pitture con effetto di trompe l'oeil. Molto suggestiva è l'invenzione illusoria realizzata sforando in alto - sopra la finta pala d'altare con l'immagine con "San Gaudenzio in gloria" - la parete del presbiterio e lasciando che lo sguardo dello spettatore arrivi alla volta (che pare lontanissima) del coro superiore, ove è affrescata una raffigurazione del "Paradiso" in cui campeggiano le figure della Trinità. 
 Tutto l'apparato del presbiterio e dell'abside richiama la struttura ascensionale verso il Paradiso dello scurolo della basilica di San Gaudenzio di Novara, dove nel 1711 venne collocata l'urna d'argento con vetri di Murano che raccoglie i resti del primo vescovo di quella città, originario di Ivrea. Si tratta di un'opera eseguita nel 1738-39 e dovuta a Luca Rossetti da Orta, pittore già attivo presso la chiesa di San Bernardino ad Orta San Giulio e poi, per molti anni, punto di riferimento della produzione pittorica in Canavese (suo, tra l'altro, il grande affresco del palazzo Vescovile in Ivrea con una suggestiva ed accurata rappresentazione delle parrocchie e della geografia del territorio diocesano).
Dello stesso pittore sono anche i pregevoli affreschi posti sulle volte e sulle pareti, con figure allegoriche, episodi della vita di San Gaudenzio e decorazioni floreali. L'affresco sulla parete dietro l'altare simula la presenza di una pala con la figura di San Gaudenzio che sale verso la Gloria Celeste. In alcuni paesaggi che fanno da sfondo alle scene è riconoscibile la città di Ivrea con il suo castello dalle rosse torri e le sue chiese notevoli. In una scena dipinta su un sovrapporta è ripresa la versione agiografica della vita del Santo che narra di come, nel 348, essendo costretto a fuggire da Ivrea sotto minaccia di morte, egli abbia trovato ricovero, la notte prima della partenza, sopra una roccia posta proprio nel luogo in cui oggi sorge la chiesa ed, il mattino seguente, egli abbia steso il suo mantello sulla Dora riuscendo miracolosamente a farsi trasportare in salvo. In effetti il grazioso altare in marmo - realizzato nel 1764 - è posto proprio davanti alla roccia (lasciata visibile) che la tradizione vuole abbia accolto l'impronta del Santo, trasformandosi per lui in un più comodo giaciglio.

## Galleria d'immagini

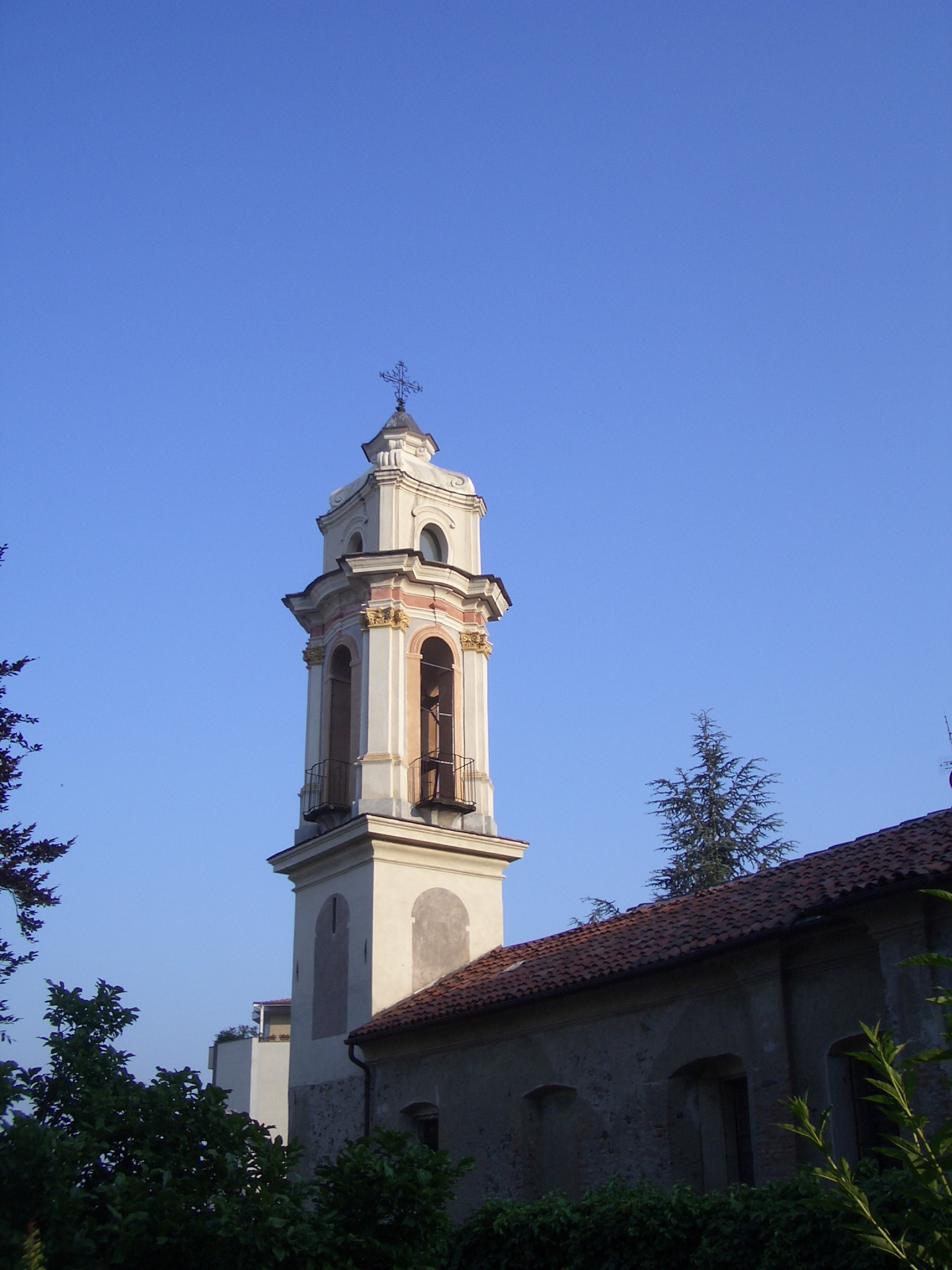
Il campanile
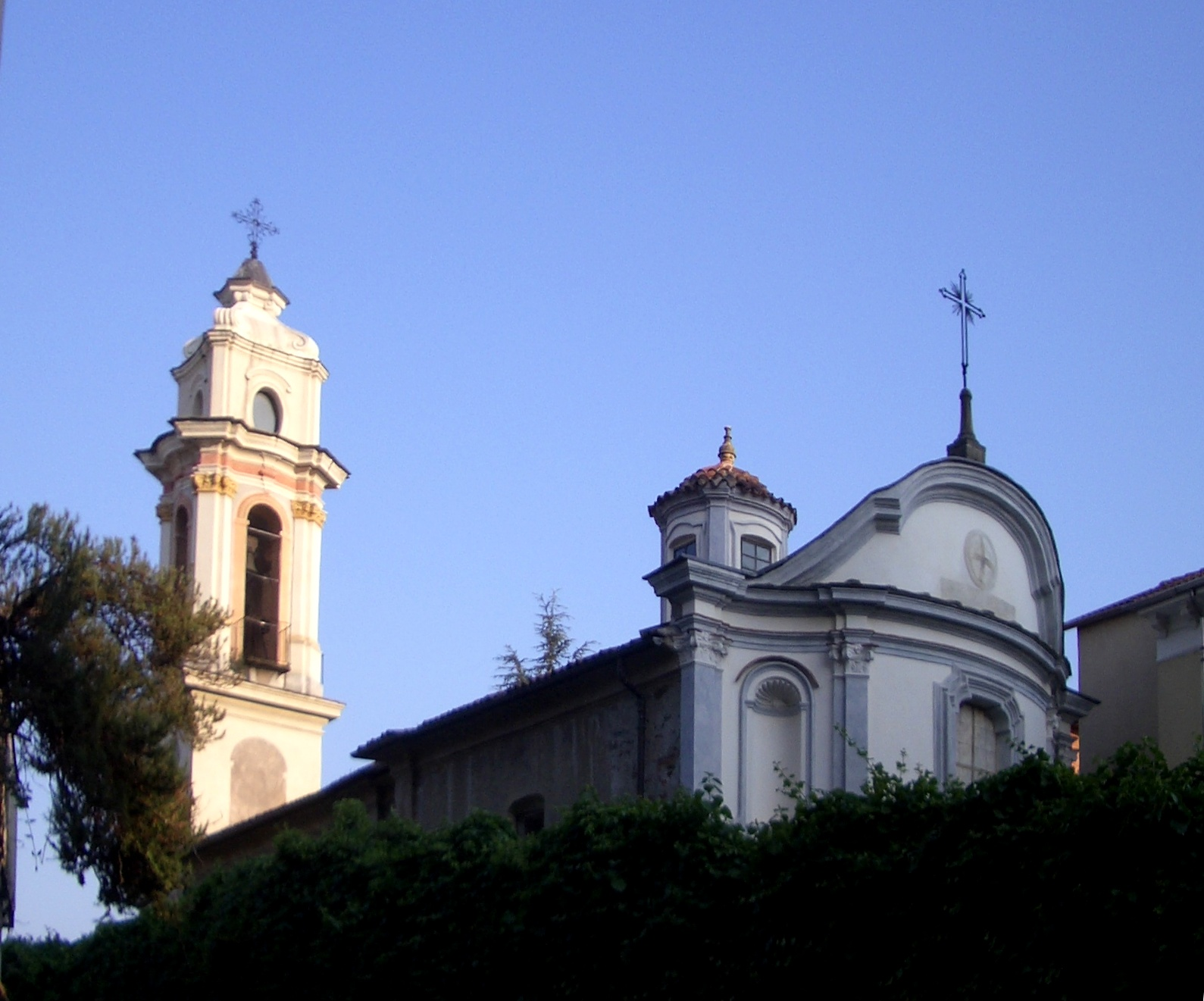
Veduta laterale
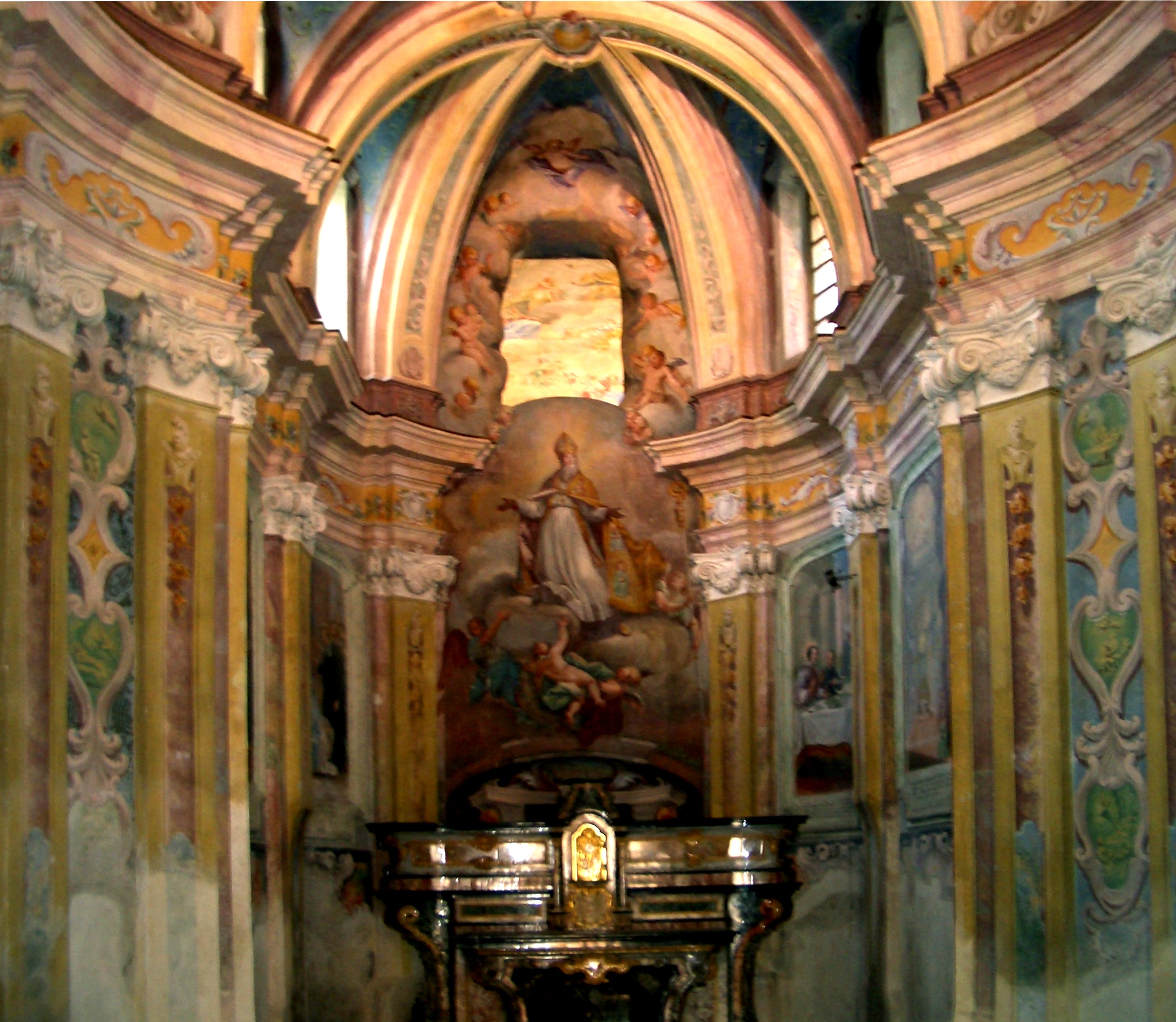
Veduta dell'interno
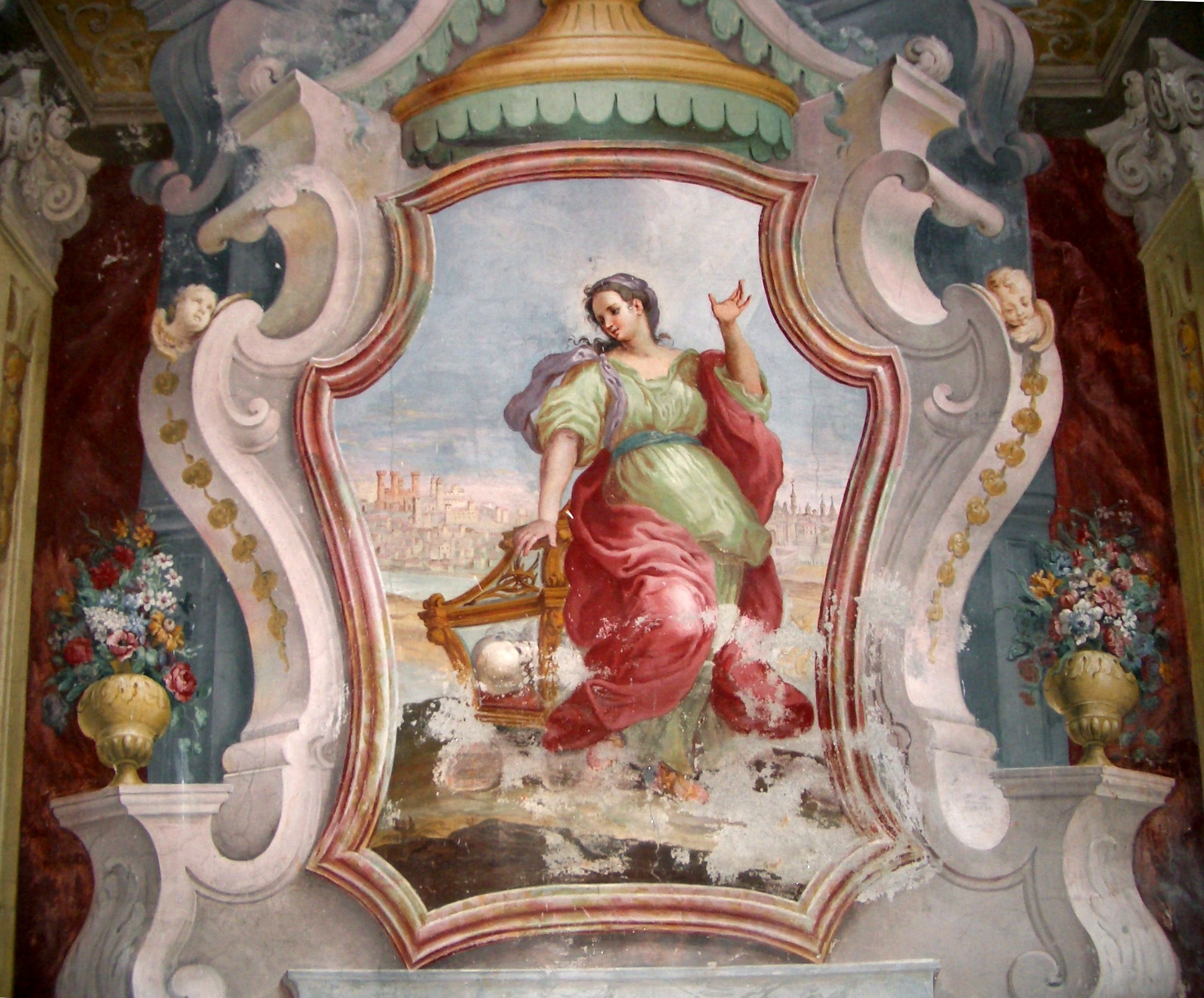
Affresco di Luca Rossetti da Orta
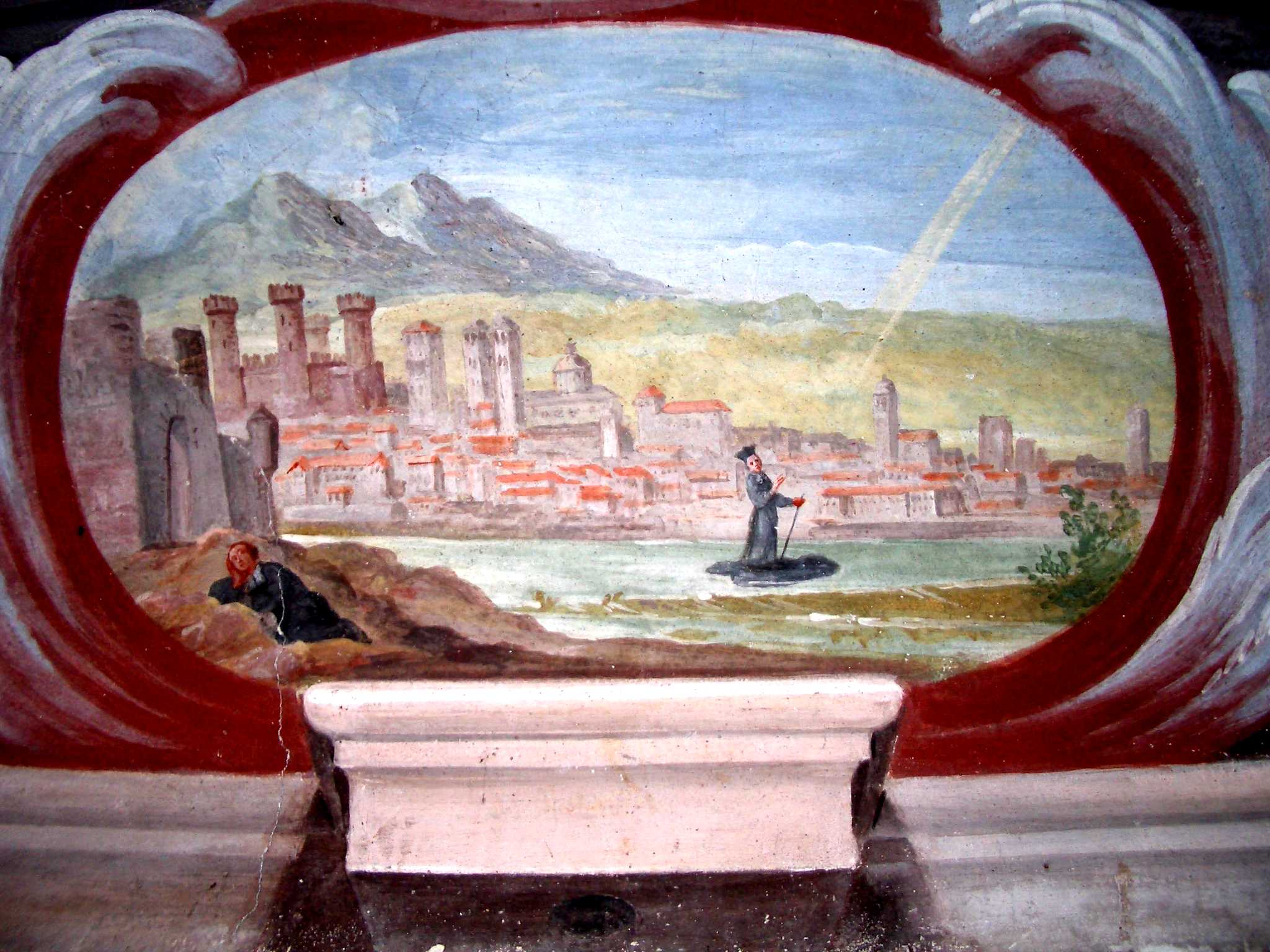
Sovrapporta con scena della fuga di san Gaudenzio da Ivrea
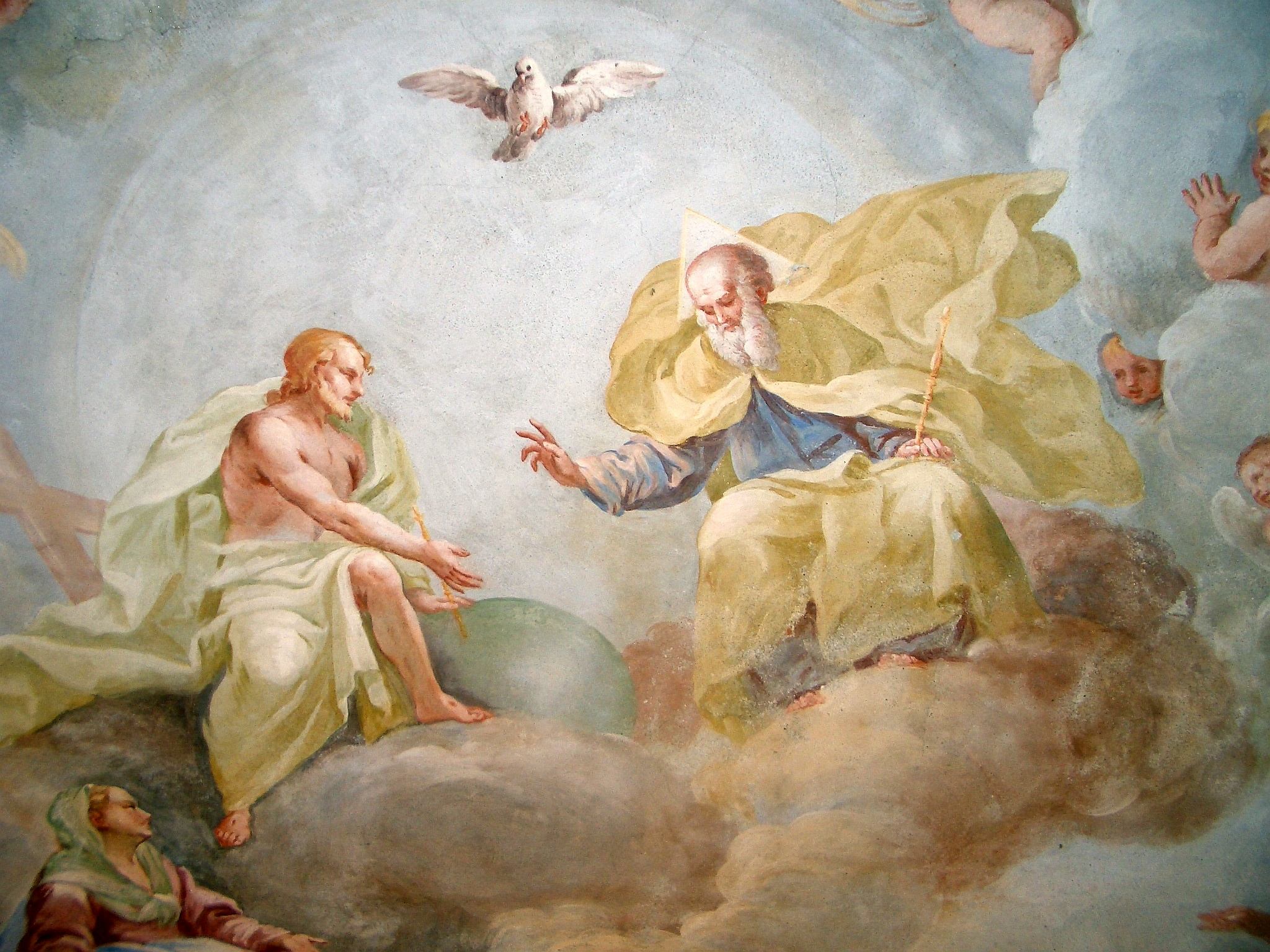
Volta del coro superiore con immagine della Trinità